# Bastian Oczipka
Bastian Oczipka (* 12. ledna 1989 Bergisch Gladbach) je německý profesionální fotbalista, který hraje na pozici levého obránce či záložníka za německý klub 1. FC Union Berlin. Je také bývalým německým mládežnickým reprezentantem.

## Klubová kariéra
S fotbalem začal v týmu SV Blau-Weiß Hand ve věku okolo pěti let. Po třech letech zde přešel k týmu SSG Bergisch Gladbach. V roce 1999 se stal součástí Bayeru Leverkusen.
V létě 2008 jej klub poslal na hostování do Hansy Rostock, kde Oczipka strávil půl druhého roku. Ihned se stal hráčem základní sestavy a odehrál většinu ligových utkání. Za své působení v Hanse nasbíral pět gólových asistencí. Koncem roku 2009 se vrátil zpět do Leverkusenu.
Začátkem roku 2010 byl Oczipka opět poslán na hostování, a to do druholigového St. Pauli do léta následujícího roku. Součástí hostování byla i opce na odkup. V kádru St. Pauli se setkal s dvěma bývalými hráči Bayeru – s Richardem Sukuta-Pasu a s Denizem Nakim. Všichni tři byli součástí německé reprezentace do 19 let, která v roce 2008 zvítězila na mistrovství Evropy.

### Eintracht Frankfurt
Během letního přestupového období roku 2012 jej přivedl německý prvoligový Eintracht Frankfurt, se kterým podepsal kontrakt do léta 2015.
Oczipka se nad očekávání dobře prosadil na levém kraji obrany a odehrál 33 zápasů Bundesligy v ročníku 2012/13 (ve 30. kole byl nevyužitým náhradníkem), jeho 10 asistencí výrazně přispělo k šesté příčce a kvalifikace do Evropské ligy. V následujícím ročníku 2013/14 si zahrál 20 bundesligových utkání a celkem 8 startů v Evropské lize, kde Eintracht smolně vypadl v šestnáctifinále s FC Porto díky pravidlu venkovních gólů.
V další sezóně odehrál v Bundeslize 30 zápasů, stejný počet zápasů pak i v sezóně 2015/16. Kromě obvyklé pozice na levém kraji obrany byl využívaný také na levém kraji zálohy a výjimečně také jako stoper. Poprvé se gólově prosadil začátkem května 2015, kdy z přímého kopu poslal svůj tým do vedení proti Hoffenheimu.
Bundesligová sezóna 2016/17 byla jeho pátou a poslední v dresu Eintrachtu. Ve 33 ligových zápasech se prosadil jednou, zkraje sezóny proti FC Ingolstadt 04 na venkovním hřišti, kde zpečetil vítězství 2:0.
Za 4,5 milionu eur jej pořídilo rovněž prvoligové Schalke 04.

### Schalke 04
Oczipka byl po přestupu do Schalke nově využíván jako krajní záložník na levé straně, někdy ale dostal příležitost i na své původní pozici krajního beka. V bundesligové sezóně 2017/18 si zahrál ve 29 zápasech, většinou jako hráč základní jedenáctky. Začátek další sezóny zameškal kvůli zranění, když se však ve 12. kole poprvé v sezóně objevil na hřišti, vstřelil svou první branku ve dresu Schalke. V nastaveném čase domácího zápasu s Norimberkem zvýšil přízemní střelou na 5:2.
Během skupinové fáze Ligy mistrů meškal kvůli zranění, zasáhl ale do osmifinálového klání s Manchesterem City. Nezabránil ale prohrám 2:3 a 0:7.
Pod novým trenérem Davidem Wagnerem si udržel místo v základní sestavě i v sezóně 2019/20. (aktuální k 11. říjnu 2019)

## Reprezentační kariéra
Oczipka si zahrál v reprezentačních výběrech Německa do 19 let a do 20 let. Byl součástí týmu, který v roce 2008 zvítězil na mistrovství Evropy hráčů do 19 let. Jeho prozatím posledním reprezentačním utkáním bylo dubnové utkání s Itálií v roce 2009, kdy Oczipka odehrál celý zápas a Německo zvítězilo 5-0.

## Úspěchy
Německo U19
- Mistrovství Evropy U19
  - 1. místo (2008)